# Mount Olivet
Mount Olivet è un comune degli Stati Uniti d'America, situato nello Stato del Kentucky, nella contea di Robertson, della quale è il capoluogo.